# CERN

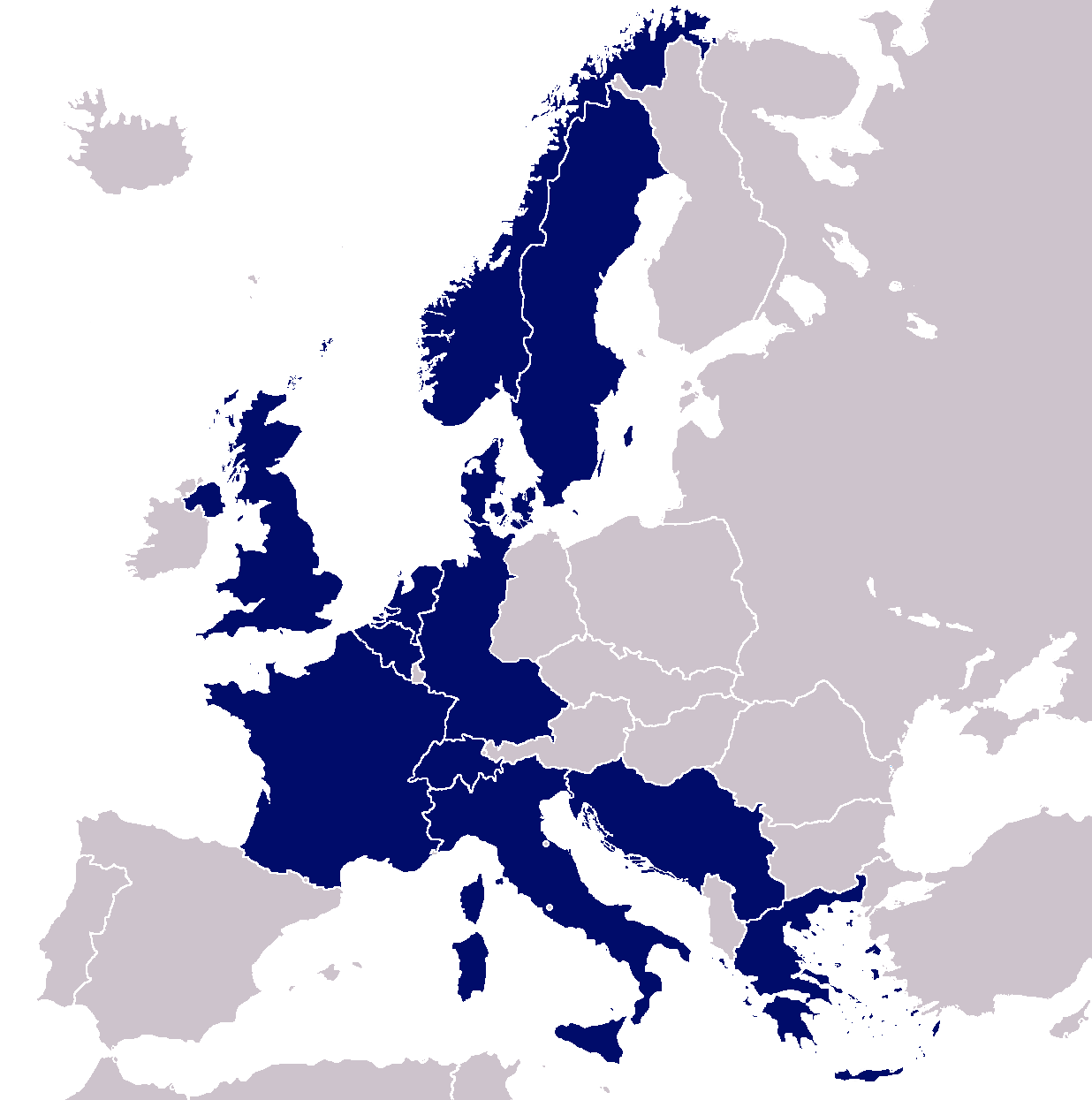
12 thành viên sáng lập CERN năm 1954 (bản đồ năm 1989)

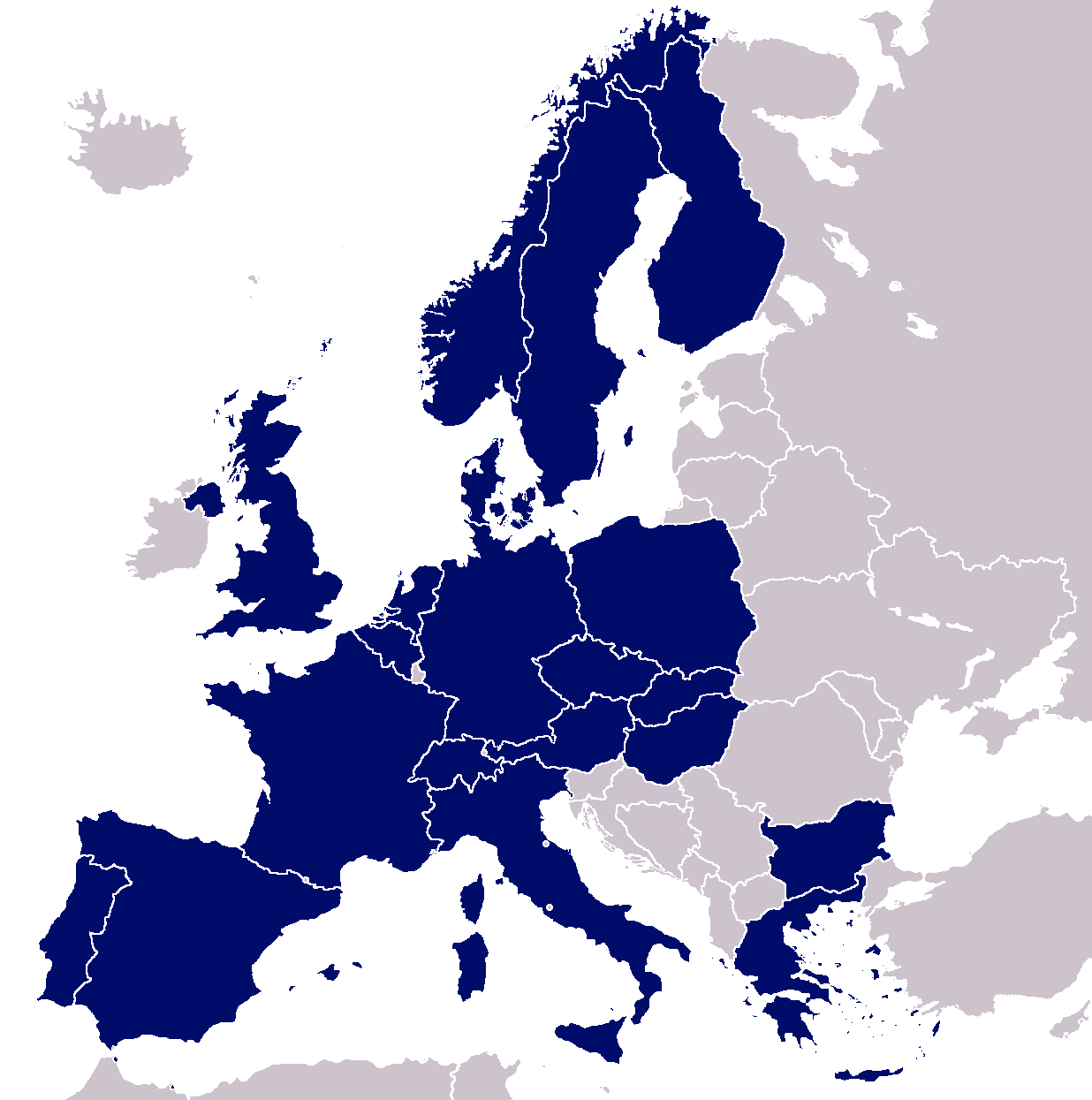
54 năm sau khi sáng lập, thành viên của CERN tăng lên 20 nước, 18 trong số đó là thành viên EU tính đến năm 2008

Tổ chức Nghiên cứu Hạt nhân châu Âu (tiếng Pháp: Organisation Européenne pour la Recherche Nucléaire), (tiếng Anh: European Organisation for Nuclear Research), được biết đến như CERN, (phát âm tiếng Pháp: [sɛʀn]), phát âm /ˈsɜrn/ (viết tắt của Conseil Européen pour la Recherche Nucléaire), là phòng thí nghiệm vật lý hạt lớn nhất thế giới, nằm ở phía Tây Bắc ngoại ô Geneva, trên đường biên giới Pháp - Thuỵ Sĩ, được sáng lập năm 1954. Tổ chức gồm 20 quốc gia châu Âu thành viên, và là nơi làm việc của khoảng 2,600 nhân viên, cũng như 7,931 nhà khoa học và kĩ sư (đại diện cho 580 trường đại học và tổ chức nghiên cứu và 80 quốc gia).
Nhiệm vụ chính của CERN là cung cấp máy gia tốc hạt và các thiết bị phục vụ cho nghiên cứu vật lý hạt. Một lượng lớn thí nghiệm đã được các phòng thí nghiệm liên quốc gia thực hiện tại CERN để sử dụng chúng. Trụ sở chính tại Meyrin cũng có một trung tâm máy tính lớn với khả năng xử lý dữ liệu siêu hạng để phân tích số liệu thí nghiệm, và để có thể sử dụng để nghiên cứu ở bất kì đâu, chúng đã, đang và tiếp tục là một trung tâm mạng diện rộng chính.
Là một tổ chức liên quốc gia, lãnh thổ của CERN không chính thức thuộc về Thuỵ Sĩ hay Pháp về mặt pháp lý. Các nước thành viên đóng góp cho CERN trong năm 2008 là khoảng 1 tỉ franc Thuỵ Sĩ (tương đương 664 triệu Euro, khoảng 13,8 nghìn tỉ VNĐ).

## Lịch sử
Hiệp định sáng lập CERN được ký kết vào ngày 29 tháng 9 năm 1954 bởi 11 quốc gia Tây Âu. CERN là từ viết tắt của Conseil Européen pour la Recherche Nucléaire (Hội đồng Nghiên cứu hạt nhân châu Âu), là một hội đồng lâm thời nhằm mục đích thành lập phòng thí nghiệm, được sáng lập bởi chính phủ của 11 quốc gia. Cái tên viết tắt này vẫn được sử dụng cho phòng thí nghiệm sau khi hội đồng lâm thời tan rã, mặc dù tên chính thức đã được đổi lại là Organisation Européenne pour la Recherche Nucléaire (Có nghĩa tiếng Pháp là Tổ chức Nghiên cứu hạt nhân châu Âu) năm 1954. Theo Lew Kowarski, nguyên giám đốc của CERN, khi đổi tên, tên viết tắt đáng lẽ ra là OERN, nhưng nó có vẻ bất tiện khi phát âm. Werner Heisenberg phát biểu: "Nhưng tên viết tắt vẫn cứ là CERN mặc dù không viết tắt cho tên".
Ngay sau khi được thành lập, phòng thí nghiệm không chỉ nghiên cứu trong phạm vi năng lượng hạt nhân mà tập trung sâu vào vật lý hạt. Bởi thế, phòng thí nghiệm do CERN điều hành thường được biết đến với tên Phòng thí nghiệm Vật lý hạt châu Âu (Laboratoire européen pour la physique des particules).

### Một số thành tựu khoa học
Nhiều thành tựu quan trọng trong lĩnh vực vật lý hạt đã được tạo ra qua những thí nghiệm tại CERN. Trong đó bao gồm
- 1973: Tìm ra dòng điện trung tính trong buồng bọt Gargamelle.[5]
- 1983: Tìm ra Boson Z trong thí nghiệm UA1 và UA2.[6]
- 1989: Xác định số chùm neutrino bằng máy gia tốc hạt LEP thí nghiệm trên boson Z.
- 1995: Tạo ra nguyên tử phản hydro trong thí nghiệm PS210.[7]
- 1999: Tìm ra hiện tượng bất đối xứng trong phân rã K-meson, thí nghiệm NA48.[8]

Giải Nobel Vật lý năm 1984 được trao cho Carlo Rubbia và Simon van der Meer cho những nghiên cứu dẫn đến việc tìm ra hạt W và Z.
Giải Nobel Vật lý năm 1992 được trao cho nhà nghiên cứu của CERN, Georges Charpak "cho phát triển các máy dò hạt, đặc biệt là buồng tỉ lệ đa dây "

#### Công nghệ thông tin
World Wide Web được bắt đầu từ một dự án tại CERN mang tên ENQUIRE, được điều hành bởi Ngài Tim Berners-Lee năm 1989 và Robert Cailliau năm 1990. Berners-Lee và Cailliau trở thành thành viên danh dự của Hiệp hội máy tính ACM năm 1995 cho những cống hiến của họ trong việc phát triển World Wide Web.
Được xây dựng trên cơ sở siêu văn bản của thông tin, dự án nhằm mục đích tạo ra thiết bị chia sẻ thông tin giữa các nhà nghiên cứu. Trang web đầu tiên đi vào hoạt động năm 1991. Ngày 30 tháng 4 năm 1993, CERN tuyên bố rằng World Wide Web là tự do đối với tất cả mọi người. Một bản sao của trang web đầu tiên, được tạo ra bởi Berners-Lee, vẫn được phát hành trên trang World Wide Web Consortium như một văn bản lịch sử.
Bên cạnh phát triển Web, CERN cũng đi tiên phong trong việc giới thiệu công nghệ Internet, bắt đầu từ những thập niên 1980. Một phần lịch sử của thời kì này có thể tham khảo tại đây Lưu trữ ngày 19 tháng 6 năm 2020 tại Wayback Machine.

## Các quốc gia thành viên

Các quốc gia thành viên của CERN năm 2008
Thành viên sáng lập
Thành viên gia nhập sau

Bản đồ động cho thấy sự thay đổi thành viên của CERN từ 1954 đến 1999

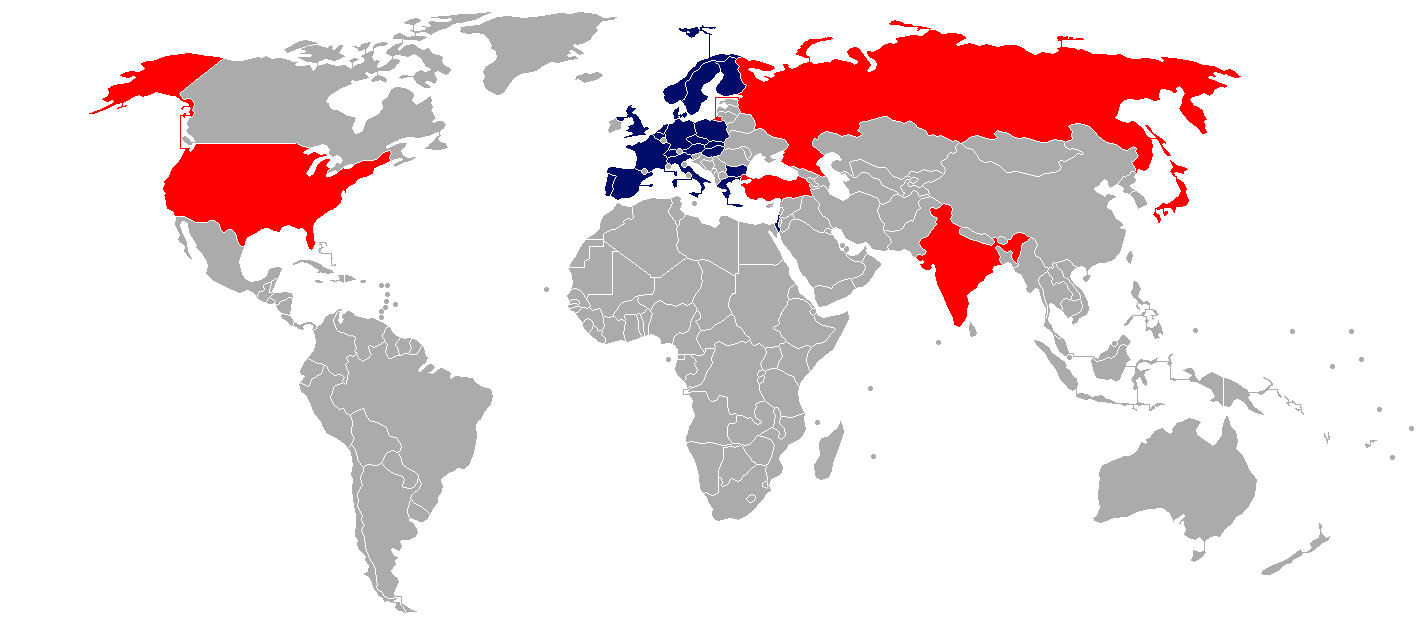
Thành viên CERN (xanh) và quan sát viên (đỏ: Hoa Kỳ, Israel, Thổ Nhĩ Kỳ, Nhật Bản, Ấn Độ, và Nga) As of 2008

12 thành viên sáng lập của CERN từ 1954 là:
- Bỉ
- Đan Mạch
- Đức (đầu tiên chỉ là Tây Đức)
- Pháp
- Hy Lạp
- Ý
- Na Uy
- Thụy Điển
- Thụy Sĩ
- Hà Lan
- Anh Quốc
- Nam Tư (sau rút ra)

Từ khi sáng lập, CERN thường xuyên bổ sung thành viên mới. Tất cả mọi thành viên gia nhập sau đều tiếp tục duy trì trong tổ chức ngoại trừ Tây Ban Nha gia nhập năm 1961, rút tên 8 năm sau đó và tái gia nhập năm 1983. Lịch sử thành viên của CERN như sau:
- Áo gia nhập năm 1959, trở thành thành viên thứ 13.
- Nam Tư rời khỏi tổ chức năm 1961 (còn 12 thành viên)
- Tây Ban Nha gia nhập năm 1961 (trở thành thành viên thứ 13), rút tên năm 1969 (12 thành viên), tái gia nhập năm 1983 (13 thành viên)
- Bồ Đào Nha gia nhập năm 1985 (14 thành viên)
- Phần Lan gia nhập năm 1991
- Ba Lan gia nhập năm 1991 (cùng với Phần Lan trở thành thành viên thứ 16)
- Hungary gia nhập năm 1992 (17 thành viên)
- Séc gia nhập năm 1993
- Slovakia gia nhập năm 1993 (cùng với Cộng hoà Séc tăng lượng thành viên lên 19)
- Bulgaria gia nhập năm 1999 (20 thành viên)

Có hai mươi quốc gia thành viên thường trực, 18 trong số đó thuộc EU.
6 nước quan sát viên:
- Hoa Kỳ
- Nga
- Nhật Bản
- Israel
- Ấn Độ
- Thổ Nhĩ Kỳ

Cũng có một số quan sát viên là các tổ chức quốc tế
- Ủy ban châu Âu
- UNESCO

Các nước phi thành viên (và ngày đặt quan hệ hợp tác) tham gia thường xuyên vào các chương trình của CERN:
- Algérie
- Argentina - 11 tháng 3 năm 1992
- Armenia - 25 tháng 3 năm 1994
- Úc - 1 tháng 11 năm 1991
- Azerbaijan - 3 tháng 12 năm 1997
- Belarus - 28 tháng 6 năm 1994
- Brasil - 19 tháng 2 năm 1990 & tháng 10 năm 2006
- Canada - 11 tháng 10 năm 1996
- Chile - 10 tháng 10 năm 1991
- Trung Quốc - 12 tháng 7 năm 1991, 14 tháng 8 năm 1997 & 17 tháng 2 năm 2004
- Colombia - 15 tháng 5 năm 1993
- Croatia - 18 tháng 7 năm 1991
- Cuba
- Síp - 14 tháng 2 năm 2006
- Estonia - 23 tháng 4 năm 1996
- Gruzia - 11 tháng 10 năm 1996
- Iceland - 11 tháng 9 năm 1996
- Iran - 5 tháng 7 năm 2001
- Ireland
- Litva - 9 tháng 11 năm 2004
- Bắc Macedonia - 27 tháng 4 năm 2009[11]
- México - 20 tháng 2 năm 1998
- Montenegro - 12 tháng 10 năm 1990
- Maroc - 14 tháng 4 năm 1997
- New Zealand - 4 tháng 12 năm 2003
- Pakistan - 1 tháng 11 năm 1994
- Perú - 23 tháng 2 năm 1993
- România - 1 tháng 10 năm 1991. Từ 12 tháng 12 năm 2008 là ứng cử viên trở thành nước thành viên của CERN.
- Serbia - 8 tháng 6 năm 2001. Năm 2008 xin ứng cử trở thành nước thành viên của CERN.[12].
- Slovenia - 7 tháng 1 năm 1991
- Nam Phi - 4 tháng 7 năm 1992
- Hàn Quốc - 25 tháng 10 năm 2006. Sẽ trở thành ứng cử viên vị trí quan sát viên của CERN trong những năm tới.
- Đài Loan
- Thái Lan
- Ukraina - 2 tháng 4 năm 1993
- Việt Nam

| Bản đồ lịch sử thành viên của CERN |
| --- |
| - 1954 (12 thành viên): CERN được sáng lập - 1959 (13 thành viên): Áo gia nhập - 1961 (13 thành viên): Tây Ban Nha gia nhập và Nam Tư rút - 1969 (12 thành viên): Tây Ban Nha rút - 1983 (13 thành viên): Tây Ban Nha tái gia nhập - 1985 (14 thành viên): Bồ Đào Nha gia nhập - 1991 (16 thành viên): Ba Lan và Phần Lan gia nhập, Đức được sáp nhập - 1992 (17 thành viên): Hungary gia nhập - 1993 (19 thành viên): Cộng hoà Séc và Slovakia gia nhập - 1999 (20 thành viên): Bulgaria gia nhập - Bản đồ thể giới thể hiện thành viên CERN màu xanh và quan sát viên màu đỏ, năm 2008 |

## Chú thích

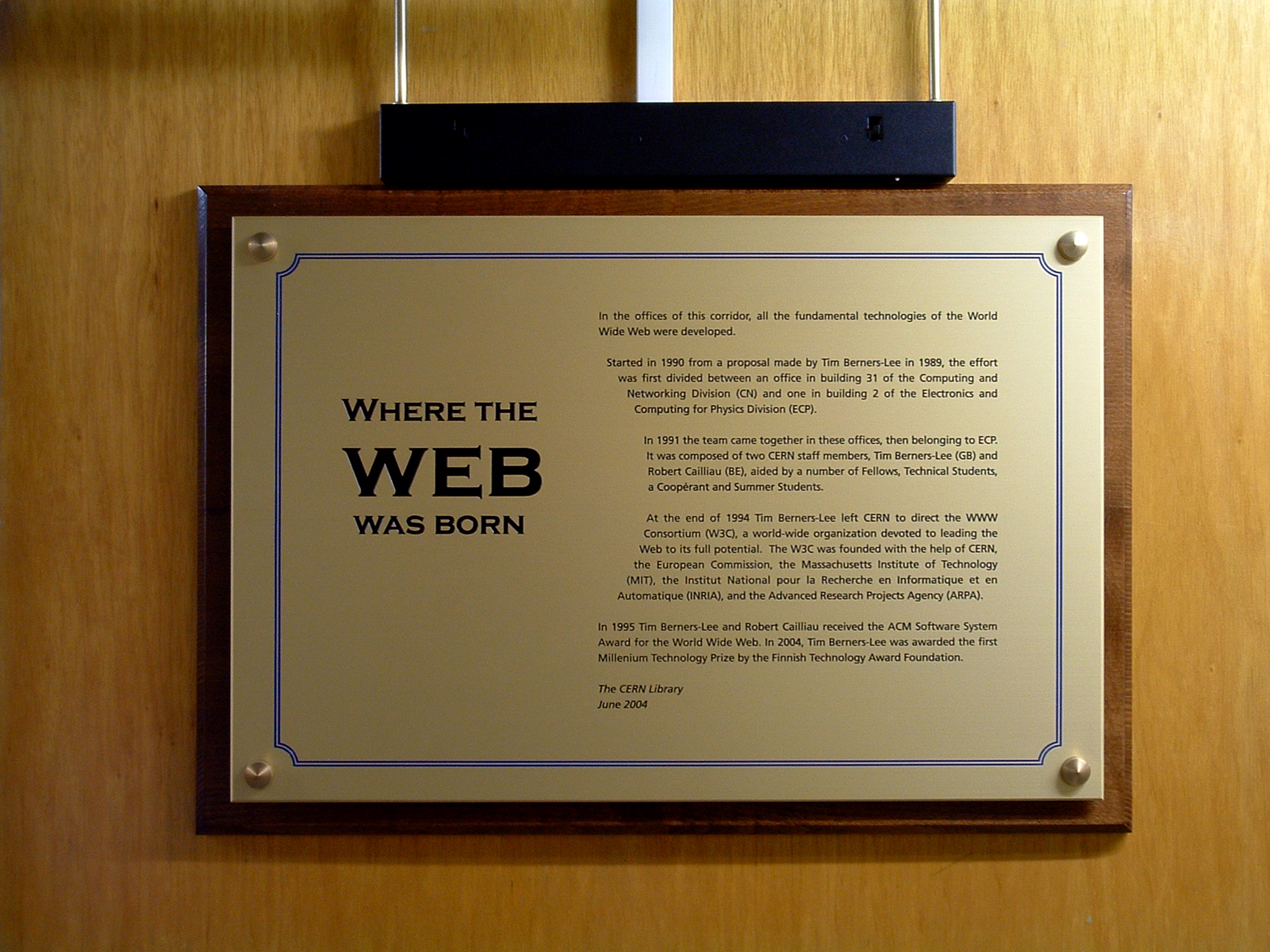
CERN: nơi Web ra đời